# 허수아비 때리기 오류

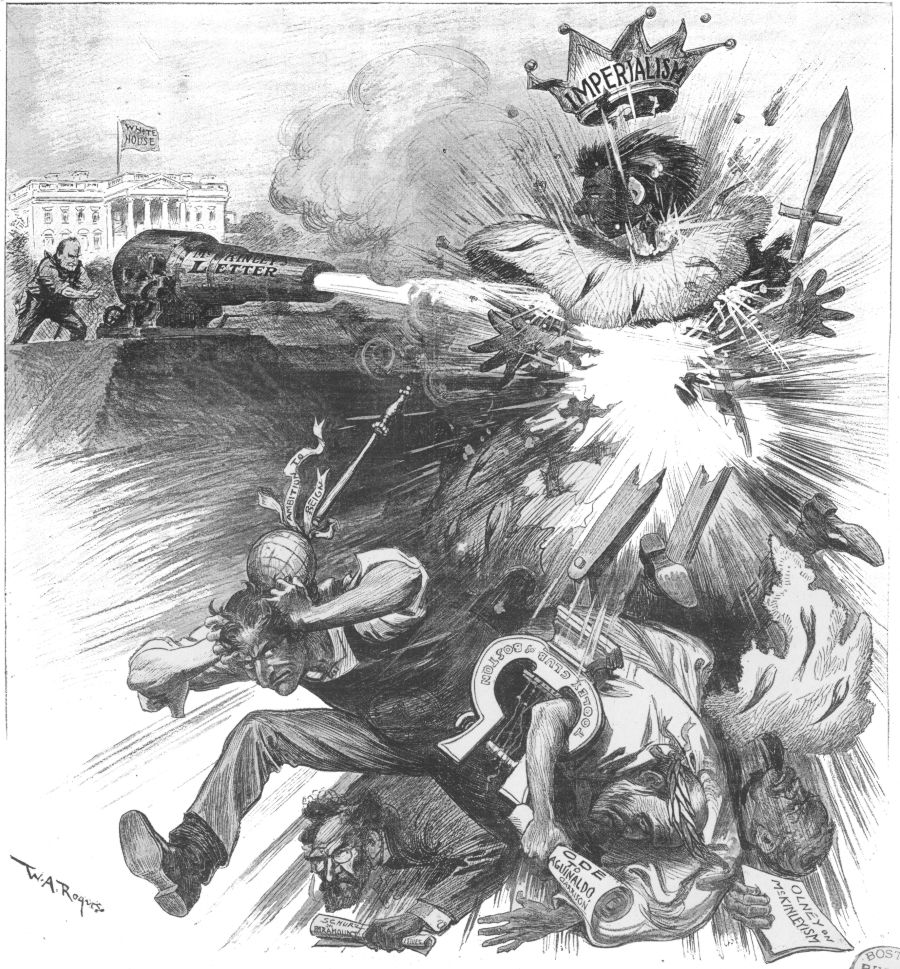
제국주의라는 허수아비와 그 제작자들을 캐넌으로 공격하는 미국 대통령 윌리엄 매킨리를 풍자한 시사만화.

허수아비 때리기(straw man fallacy)란 논증의 한 종류이며, 동시에 상대방의 입장을 곡해함으로써 발생하는 비형식적 오류이다. 상대방의 입장과 피상적으로 유사하지만 사실은 비동등한 명제(즉, "허수아비")로 상대방의 입장을 대체하여 환상을 만들어내고, 그 환상을 반박하는 것이 바로 허수아비 때리기이다. 이때 환상을 아무리 공격해 보았자 상대방의 원래 입장은 전혀 반박되지 않은 채 고스란히 남아 있다. 이 수법은 마르틴 루터의 저서 《교회의 바벨론 유수》에서 처음으로 소개되었으며, 유사 이래 수없이 많은 격렬한 논쟁, 특히 긴장이 잔뜩 고조된 감정적 이슈에서 빈번히 사용되어 왔다.

## 논리적 구조
허수아비 때리기 오류는 다음과 같은 논증에서 발생한다.
1. 사람 갑이 입장 X를 취하고 있다.
2. 사람 을이 X의 특정 요점을 무시하고, 대신 X와 피상적으로 유사한 입장 Y를 제출한다. Y는 X의 왜곡된 버전이며 다음과 같은 여러 가지 방법으로 만들어질 수 있다.
  1. 상대방의 입장에 대한 허위 진술을 제출한다.
  2. 상대방의 발언을, 맥락을 거세하고 인용한다. 즉, 상대방의 실제 의도를 반영하지 못하는 발언을 취사선택하여 인용(맥락을 무시한 인용 참조)한다.[2]
  3. 입장의 옹호자들 중 옹호를 영 좋지 못하게 하는 사람을 하나 골라잡아서 그 사람의 주장만 반박한다. 그렇게 함으로써 그 입장을 지지하는 모든 사람들이 패배했으며 그 입장 자체도 패배했다는 느낌을 줄 수 있다.[1]
  4. 당대에 비난받는 행동이나 신념을 가진 가공의 페르소나를 만들어내고, 그것이 발화자가 비판하는 집단을 대표한다는 것을 암시한다.
  5. 상대방의 주장을 지나치게 단순화. 그리고 그 지나치게 단순화된 버전에 기초하여 공격한다.
3. 을은 Y를 공격하고, X가 거짓/부정확/오류라고 결론내린다.

특정 입장의 왜곡된 버전을 공격하는 것은 실제 쟁점이 되는 입장을 전혀 다루고 있지 않기 때문에 이 추론은 잘못되었다. 을이 만들어낸 표면적인 논증은 다음과 같은 꼴을 하고 있다.
"X를 지지하지 않는다. 왜냐하면 X는 용납할 수 없는(또는 터무니없는/모순되는/끔찍한) 결과를 초래할 것이기 때문이다."
하지만 을의 논증의 실제 꼴은 다음과 같다.
"X를 지지하지 않는다. 왜냐하면 Y는 용납할 수 없는(또는 터무니없는/모순되는/끔찍한) 결과를 초래할 것이기 때문이다."
이 논증은 말도 되지 않는다. 이것은 불합리한 추론에 해당한다. 을은 논쟁의 관전자들이 이 사실을 알아채지 못했음에만 의지하고 있을 뿐이다.

## 예시
공적인 토론에서도 허수아비 때리기가 종종 발생할 수 있다. 다음의 가상적인 토론에서의 예시를 보자.

### 예시 1
갑: 우리는 맥주 관련 법을 완화해야 합니다.
을: 안 됩니다. 도취성 물질에 대한 접근을 제한하지 않는 사회는 모두 당장의 욕구충족에 눈이 멀어 노동윤리관을 상실하게 될 것입니다.
갑의 제안은 맥주 관련 법을 완화하자는 것이었다. 을은 이 입장을 보다 방어하기 어려운 입장으로 비약시켜버리고 있다. 갑은 "도취성 물질에 대한 접근을 제한하지 말자"고 한 적이 없기 때문에 을의 발언은 논리적 오류이다.
갑: 맑은 날이 좋아.
을: 만약 매일매일 맑기만 한다면 비가 오지 않을 테고, 비가 오지 않으면 우린 다 굶어 죽을 거야.
이 경우, 을은 갑의 주장을 불성실하게 표현함으로써 갑이 맑은 날만 좋아한다는 느낌을 주고, 그 주장을 반박하고 있다. 갑은 맑은 날이 좋다고 주장했을 뿐, 비오는 날에 대해서는 가타부타 언급한 바가 없다.
갑: "다른 운동선수와 비교해 손연재는 성적에 비해 과도하게 추앙받고 있다."
을: "손연재를 비판하지 마십시오. 김연아 팬은 손연재를 비판할 자격이 없습니다."
을은 손연재를 비판하는 갑의 주장을 김연아 팬으로 일축함으로써 다른 부정적 사례와 일반화하고 있다. 갑은 나름대로의 근거를 제시하고 김연아는 언급하지 않았지만 을은 단지 손연재를 비판했다는 이유로 김연아 팬으로 간주하고 비판하고 있다.

### 사례
- 유사과학

## 같이 보기
- 돈 키호테